# Franz Bardon
Franz Bardon (født 1. december 1909, død 10. juli 1958) var en tjekkisk okkultist og lærer i hermetik.

## Liv og død
Han blev født i Opava, østrigsk Schlesien. I løbet af 2. verdenskrig blev Bardon sendt i kz-lejr for at nægte at deltage i nazistisk mysticisme. Bardon blev befriet af russiske soldater, der lavede en razzia i lejren. Bardon fortsatte sit arbejde inden for områder af hermetik indtil 1958, da han blev arresteret og fængslet i Brno, Tjekkoslovakiet. Bardon døde af betændelse i bugspytkirtlen, den 10. juli 1958, mens har var i forvaring hos politiet.

## Værker
Bardon er bedst kendt for sine tre bind om hermetisk magi. Disse er Indledningen til hermetik, Den Praktisk-magiske besværgelse og Nøglen til den sande Kabbala.
Et fjerde værk, der tillægges ham, med titlen Tryllekunstneren Frabato, formodes af mange af hans elever at være en forklædt selvbiografi. Selvom bogen viser dens forfatter som Bardon, var den skrevet af hans sekretær, Otti Votavova. Mens nogle elementer i historien er baseret på Bardons virkelige liv, er det meste af bogen skrevet som en okkult roman med megen udsmykning ved Votavova.
Bardons værker er mest kendt for deres enkelthed, deres relativt små teoretiske afsnit, og der lægges stor vægt på praksis med mange øvelser. Hans studerende Martin Faulks, William Mistele og Rawn Clark anser ham for at have skrevet de bedste programmer til uddannelse af enhver tryllekunstner i det 20. århundrede. De var skrevet med den hensigt at give eleverne mulighed, der ønskede at praktisere magi midler til at gøre det, hvis de ikke kunne studere i en skoleklasse.

### Indvielse i Hermetikken
Initiation into Hermetics giver trin-for-trin instruktion i form af praktiske øvelser. Disse øvelser er rettet mod udvikling af krop, sjæl og ånd. Resultatet af de praktiske øvelser er udviklingen af okkulte evner, som kan være til gavn for de studerende, for så vidt som at ændre sin tilværelse til det bedre.
Bardons uddannelsessystem er omfattende. Indvielse i Hermetikken er opdelt i 10 praktiske skridt. Programmet kan yderligere underinddele hvert trin i tre områder – det mentale, astrale og fysiske – med den hensigt at udvikle alle områder af selvet på samme tid og på en afbalanceret måde. Dette er for at sikre, at den studerende kan opretholde en balance af tre organer, som accelererer fremskridt i det lange løb og minimerer skade på sig selv i vækstprocessen. Desuden sker der en rensning af personligheden, hvor man skulle blive ude af stand til at skade sine medmennesker. Dette er et vigtigt punkt i takt med at kontrollen stiger, så evnen til at gøre skade – selv utilsigtet, falder.
Mentale øvelser begynder med blot at observere sindet og fortsætte derfra, hver efterfølgende øvelse bygger på den foregående. Astrale øvelser fokuserer på systematisk katalogisering af de positive og negative aspekter ved selvet, og senere renovering og rensning af de negative aspekter til en positiv vending. De fysiske øvelser, stress, fysisk sundhed og udvikling samt integrationen og brugen af det fysiske legeme og det fysiske miljø.

### Den Praktiske, Magiske Forestilling
Den Praktiske, Magiske Forestilling er Franz Bardons andet bind af De Hellige Mysterier. I magisk form, bogen er en praktisk guide til korrekt antydning af og kommunikation med guddommelige enheder i den atmosfæriske zone af omkringliggende planeter, stjerner og Månen, samt i selve Jorden. Det er en moderne undersøgelse af direkte kontakt med den universelle lærer – de andre store værker i det felt, der er produkter af middelalderens, renæssancens og reformationens perioder. Ud over at det giver et indblik i et fuldstændig magisk univers. Bardon beskriver et helt nyt og originalt hierarki af magi, fra ånder af de fire elementer til de forskellige planeter, og endda til enhver grad af stjernetegn. Navne og beskrivelser af de forskellige enheder, er en samling af helt ukendte magiske segl, samt en redegørelse for gammelkabbalistisk astrologi.
Bardons andet arbejde, der beskæftiger sig med antydning af spiritualitet, skitseres den symbolske betydning af traditionelle ritualværktøjer og tempeldesign, derefter beskrivelser af metoder til at fremmane ånder. I det væsentlige, er det tryllekunstner, der skaber et miljø, der er åben for virksomheden i templet eller andre medier åbne for kontakt. De kan derefter indtaste en trance, projicere deres bevidsthed i en sfære af den pågældende enhed, og kalde den tilbage. Bardon fremhæver to punkter: for det første, at man skal udfylde de nødvendige forudsætninger for uddannelsen, ellers bliver det ingen succes. For det andet, at du skal genkalde ånden under dens "guddommelige myndighed", ikke som en ven, da man ellers risikerer at blive manipuleret.

### Nøglen til det Sande Kabbala
I Nøglen til den Sande Kabbala, viser Bardon, at mystik af bogstaver og tal – den "sande Kabbala" – er en universel undervisning af stor antik dybde[kilde mangler]. Gennem tiderne har adepter til enhver tid og sted opnået de højeste niveauer af magi gennem forståelse af lyd, farve, antal og vibrationer, som kommer til udtryk i Kabbala. Denne bog, den tredje i Bardons tekster om hermetisk magi, er en praktisk guide til at nå sådant.

De to første værker, som omhandler de første to Tarotter, er forudsætning for at forstå og gøre brug af det tredje værk. Bardon siger selv, at det er,
... helt op til læseren at studere mine bøger teoretisk. Ved at gøre det, vil han tilegne sig en viden, som han ikke ville være i stand til at få fra nogen filosofisk bog. Men viden er endnu ikke visdom. Viden om udvikling af de intellektuelle funktioner i den ånd, visdom, på den anden side, kræver afbalanceret udvikling af alle fire aspekter af ånden. Derfor viden er simpel filosofi, som i sig selv alene kan gøre en mand hverken en tryllekunstner eller en Quabbalist. En lærd mand vil være i stand til at sige en masse om magi, Quabbala, osv., men han vil aldrig blive i stand til at forstå de kræfter og evner med rette. Med disse få ord har jeg forklaret læseren forskellen på filosoffen og en salvet.

—Franz Bardon, Nøglen til Den Sande Kabbala, 1975, side 12-13.
Ideen er, at den Sande Kabbala ikke er en guddommelig kunst, som nogle opfattelser af det (primært i forbindelse med gematri) antyder, men en metode til at styrke bogstaver i alfabetet til at skabe magiske effekter gennem deres kombination. Bardon linker dette til tantra i Østen, men grundlaget for denne sammenligning er ikke helt klar. Ligesom i hans anden bog om afklaring, skal den studerende mindst afslutte de første otte trin af IIH for at få nogen gyldige resultater, eller have en tilsvarende uddannelse i et andet system for undgå skader på psyken som "... kan forårsage en opdeling af personligheden, skizofreni, med alle dens alvorlige konsekvenser." (Bardon, 1975, side 55). Bardon udvider på denne reel mulighed med følgende råd:
... en person, der ønsker at anvende de metoder, der er på brugen af ægte kabbala på en gang, ud af ren nysgerrighed eller uovervejelse, udsætter sig for de forskellige farer. For i praksis vil han komme i kontakt med forskellige beføjelser, som han ikke vil være i stand til at kontrollere og dermed være i fare for at ødelægge sit helbred. Derfor er enhver, der ikke er tilstrækkeligt forberedt på dette trin hermed advaret.

 —Nøglen til Den Sande Kabbala, Franz Bardon, 1975, side 62.
At dette skader psyken "... viser med al tydelighed hvor uforsvarligt det er, hvis skrifter af orientalsk oprindelse er fortolket forkert og oversat bogstaveligt i et intellektuel sprog" som Bardon har "... sætte den største hemmelighed i kabbalists hænder, som i den praktiske anvendelse af den firedobbelte tast, nøglen til realisering af ordet. Tusinder af år er denne hemmelighed blevet overvåget." (Bardon, 1975, side 55 og 112).

### Den Gyldne Bog om Visdom
Dette er kun et fragment af et manuskript Bardon arbejdede på, men aldrig afsluttede. Denne bog skulle have omhandler det fjerde blad eller trumfkort i Tarot (Kejseren). 

### Tryllekunstneren Frabato
Tryllekunstneren Frabato er en fiktiv biografi udgivet som skrevet af Franz Bardon, men skrevet af Bardons sekretær, Otti Votavova. Navnet på hovedpersonen, Frabato, var Bardons kunstnernavn som optrædende tryllekunstner i Dresden, Tyskland, i begyndelsen af 1930'erne. Historien beskriver Frabatos magiske kampe med medlemmer af en kraftig og farlig black lodge, hans flugt fra Tyskland i løbet af de sidste dage af Weimar Republikken, og i begyndelsen af sin spirituelle mission, der var kulminationen i hans forfatterskab igennem en serie af klassiske bøger om Hermetisk magi. Den beskriver også de skumle okkulte kræfter, der lå bag fremkomsten af det Tredje Rige.

## Metafysik
Bardons metafysisk system påbegyndes med Indvielse i Hermetikken og er udvidet i de efterfølgende bind. Den højeste virkelighed, der er Akasha, som er forbundet med både Gud og den platoniske "verden af ideer", som giver anledning til (og binder/balance) med de fire elementer jord, ild, luft og vand. Disse fire elementer udgør summen af alle de kræfter og processer i hver af de tre verdener. Bardon postulerede også "elektrisk" og "magnetiske" kræfter, brugt som udtryk for den universelle aktive og passive kræfter. Disse er udtrykt i de positive og negative aspekter af de fire elementer. Luft og jord anses begge for pseudoelementer, som kun opstår ud af samspillet mellem ild og vand.
De tre verdener, eller "planer" er som følger: det mentale plan er den højeste virkelighed, bortset fra den fuldente Akasha, og er det sande og evige ego. Hvor Akasha i en vis forstand er en verden af ideer, det er det mentale plan, der sætter disse ideer i bevægelse. Det astrale plan er det næste trin, der indeholder arketyper af den fysiske verden og til en vis grad den vitale energi bag den; den fysiske verden er den laveste af de planer der findes, og det kræver lidt forklaring. Hver af disse verdener danner en matrix til verden under det. Da mennesker også har tre organer, der svarer til deres tilstedeværelse i hver af de tre verdener, afbrydelse af forbindelsen mellem to af disse organer, vil medføre, at opløsningen af de lavere former (eller død). Sådanne ting som astral projektion er stadig muligt, da de kun indebærer at løsne holdet mellem organer.
Mennesker anses for at være specielle, fordi de alene er "tetrapolære", eller i sagens natur indeholder alle fire elementer, plus den femte, Akasha eller det Guddommelige element. Dette koncept er grundlaget for meget af Bardons uddannelse, som kræver udvikling af den tetrapolære balance, så den kan blive ordentlig igen — først derefter kan der indledes en åndelig fremgang. Bardon fremhæver gentagne gange at indledningen kun kan udvikles igennem en forståelse af sig selv og sit univers inden for rammerne af bevidsthed og åndelig modenhed. Dermed er den mere afbalanceret, en mere udviklet elev har adgang til en mere omfattende virkelighed. Og på grund af mere magisk kraft som en sidevirkning.

## Eksterne links
- Franz Bardon på Curlie (som bygger videre på Open Directory Project)
- Citater relateret til Franz Bardon på Wikiquote

- Wikimedia Commons har flere filer relateret til Franz Bardon